# SS Galeka
Galeka – statek, wodowany 21 października 1899. W czasie I wojny światowej został przekształcony w statek szpitalny. 28 października 1916 niedaleko portu Hawr wszedł na minę postawioną przez niemiecki okręt podwodny SM UC-26. W wyniku eksplozji zginęło 19 osób z personelu medycznego. Statek sztrandował, lecz uznano za niewart naprawy.